# Guy Fraunié
Guy Fraunié est un footballeur français qui accomplit l'intégralité de sa carrière professionnelle sous le maillot des Girondins de Bordeaux. Il était réputé pour être un joueur très rugueux.